# بخش ناگکارنول
بخش ناگکارنول (به انگلیسی: Nagarkurnool district) یک منطقهٔ مسکونی در هند است که در تلانگانا واقع شده‌است. بخش ناگکارنول ۶٬۵۴۵٫۰۰ کیلومتر مربع مساحت و ۸۹۳٬۳۰۸ نفر جمعیت دارد.